# Герб Еквадору
Герб Еквадора — державний символ Еквадору, затверджений в своєму сучасному вигляді в 1900 році, що ґрунтується на старішій версії 1845 року.
На овальному щиті зображений вулкан Чимборасо і річка Гуаяс, що починається у його підніжжя. Ця картина означає красу і багатство регіонів Сьєрра і Коста. Корабель на річці називається теж Гуаяс. Він був побудований в 1841 в Ґуаякілі і був першим пароплавом, побудованим на західному березі Південної Америки. Замість щогли зображений кадуцей, що представляє торгівлю і економіку. На верху знаходиться золоте сонце, оточене астрологічними знаками Овна, Тельця, Близнят і Рака, що представляють місяця з березня по липень, що означає тривалість березневої революції 1845. Андійський кондор з розпростертими крилами на верху щита означає потужність, велич і силу Еквадору. З боків щита розташовані 4 прапори Еквадору. Лавр зліва означає славу республіки.
Щит був представлений після визвольної революції 1845, але тоді був оточений біло-синє-білими прапорами, які пізніше були замінені на триколор. Герб в сучасній формі прийнятий конгресом 31 жовтня 1900 року.